# Jaroslav Kulhavý
Jaroslav Kulhavý (* 8. ledna 1985 Ústí nad Orlicí) je český cyklista jezdící na horském kole (disciplína cross country). Dlouho závodil za tovární tým Specialized Racing, od roku 2019 pak za svůj Jaroslav Kulhavy Cycling Team. Stal se historicky prvním cross-country cyklistou, který vyhrál ve své disciplíně vše, co se dalo. Konkrétně jde o juniorského mistra Evropy a světa z roku 2003, bronzového medailistu z mistrovství světa 2007 v kategorii do 23 let, dvojnásobného mistra Evropy z let 2010 a 2011, vicemistra světa z roku 2010, mistra světa z roku 2011 a olympijského vítěze z Londýna z roku 2012. V roce 2011 zvítězil v celkovém hodnocení světového poháru. V roce 2014 získal světový titul v maratonu. Na olympijských hrách v Riu 2016 vybojoval stříbrnou medaili. V letech 2010, 2011, 2012 a 2016 triumfoval v anketě Král cyklistiky. V české anketě Sportovec roku obsadil v letech 2011 a 2012 vždy 2. místo.

## Sportovní kariéra
Poprvé o sobě dal výrazněji vědět v roce 2003, kdy se stal juniorským mistrem světa i Evropy. Díky tomu se podíval i na olympiádu 2004 v Aténách, olympijský závod však kvůli defektu nedokončil. V dalších letech sbíral zkušenosti v kategorii do 23 let, v roce 2007 vybojoval v této kategorii stříbro na mistrovství Evropy a bronz na mistrovství světa.
V roce 2008 vstoupil do kategorie Elite a postupně začal překonávat historicky nejlepší výsledky českých bikerů. Na mistrovství světa v německém St. Wendelu skončil jedenáctý, čímž o tři místa vylepšil dosud nejlepší český výsledek Miloslava Kvasničky z roku 1991. Na olympiádě 2008 v Pekingu skončil osmnáctý a o čtyři příčky tak vylepšil do té doby nejlepší český výsledek Radima Kořínka z Atén v roce 2004.
V roce 2009 skončil na mistrovství Evropy jedenáctý, na mistrovství světa v australské Canbeře pak devátý. Medailové umístění v závodě Světového poháru se mu zatím vybojovat nepodařilo.
V roce 2010 přišly první velké medailové úspěchy. V červenci v izraelské Haifě vybojoval titul mistra Evropy. Ve Světovém poháru ze šesti závodů stál třikrát na stupních vítězů, v závěrečném závodě v americkém Windhamu se dočkal svého prvního vítězství v této prestižní soutěži. Jeho výsledky mu vynesly třetí příčku v celkovém pořadí. Na mistrovství světa v kanadském Mont St. Anne nejprve pomohl k bronzu štafetě (ve složení Jaroslav Kulhavý, Ondřej Cink, Kateřina Nash a Tomáš Paprstka) a poté v individuálním závodě vybojoval stříbrnou medaili, když nestačil pouze na Španěla Hermidu. Poprvé byl zvolen nejlepším cyklistou roku, když vyhrál anketu Král cyklistiky.
V roce 2011 triumf na evropském šampionátu zopakoval. Suverénně ovládl Světový pohár, vyhrál pět ze sedmi závodů. Celkový triumf měl jistý již po vítězství v předposledním závodě soutěže, který se jel v lyžařském SKI areálu v Novém Městě na Moravě. Na mistrovství světa v Champéry ve Švýcarsku přijel v roli největšího favorita. Úlohu splnil dokonale, domácího spolufavorita a druhého muže Světového poháru Schurtera porazil o celých 47 sekund. Skvělou sozónu uzavřel obhajobou vítězství v anketě Král cyklistiky a druhým místem v prestižní anketě Sportovec roku (před ním skončila jen wimbledonská šampiónka Petra Kvitová).

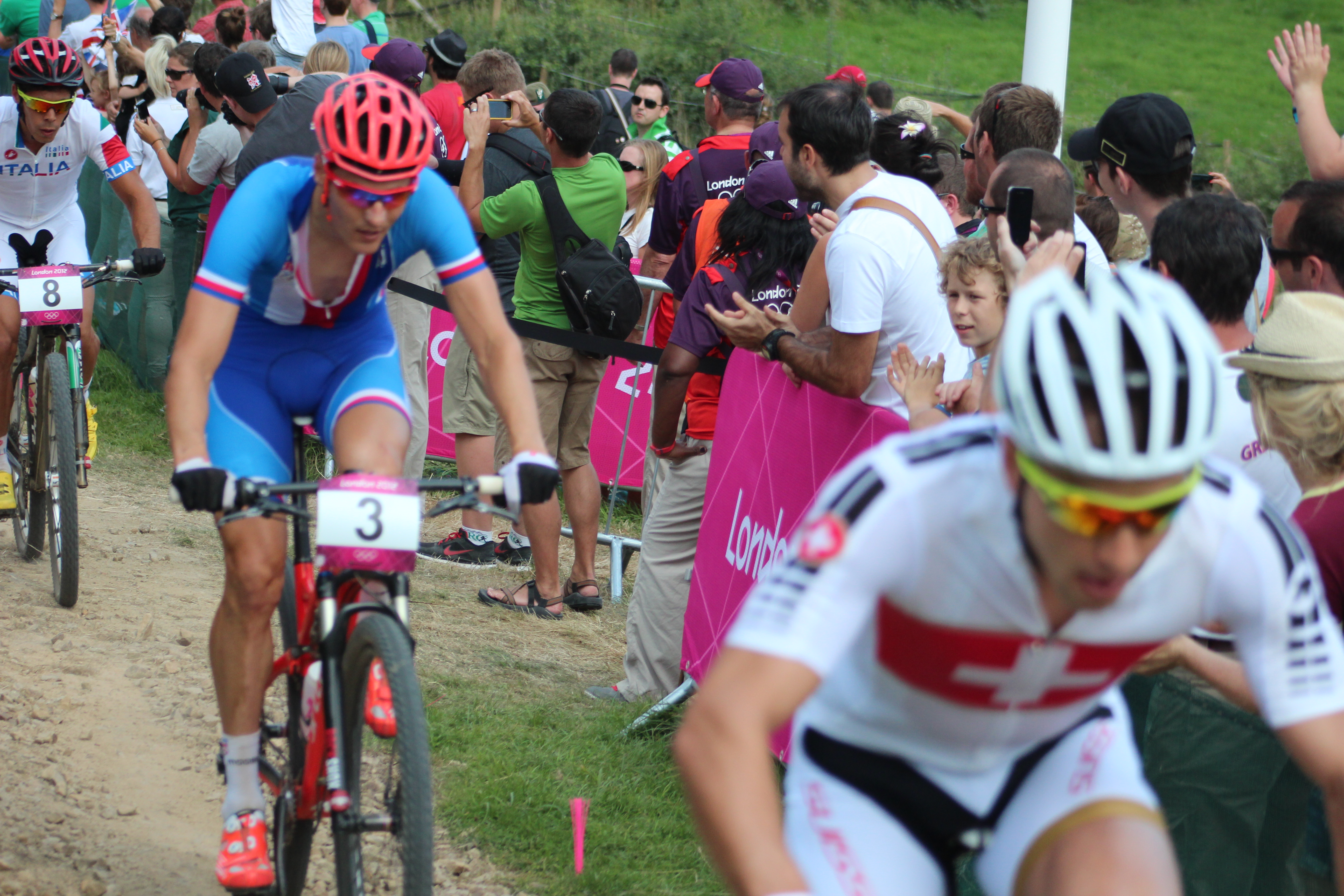
Jaroslav Kulhavý (v modrém) ve vedoucí trojici olympijského závodu 2012

Výsledky z předchozí sezóny jej pasovaly na favorita olympijského závodu v Londýně. Sezónu 2012 ovšem nezačal tak dobře jako předchozí, trápila jej drobná zranění a defekty. Na mistrovství Evropy v Moskvě titul neobhájil, dojel pátý. Ve Světovém poháru skončil celkově třetí, vítězství se však v žádném ze sedmi závodů nedočkal, maximem byla dvě druhá místa. Poté, co v předposledním závodě nedojel a v posledním závodě skončil třináctý, řada lidí mu přestala vzhledem k olympiádě věřit. On se však nenechal zviklat a skvěle se na nejdůležitější závod sezóny připravil.
Olympijský závod horských kol se jel v poslední den londýnské olympiády, na náročné trati v Hadleigh Farm. Hlavním favoritem byl vzhledem k předchozím výsledkům v sezóně Švýcar Nino Schurter, který vyhrál čtyři závody Světového poháru, včetně posledního, který se jel těsně před olympiádou. Kulhavý se od začátku pohyboval na čele závodu a vyprovokoval rozhodující únik pětice jezdců. Z této pětice postupem času zbyli tři závodníci, o kterých bylo zřejmé, že si mezi sebou rozdělí medaile – Kulhavý, Schurter a Ital Marco Aurelio Fontana. V posledním kole nejprve zaútočil Fontana, ale z boje o zlato jej poté vyřadil defekt (uražená sedlovka). Kulhavý jezdil za Schurterem, ale zhruba dvě stě metrů před cílem nastoupil a Schurtera před sebe již nepustil. Získal tak pro Českou republiku čtvrté zlato z londýnské olympiády a první zlatou olympijskou cyklistickou medaili od rozdělení Československa.
Na mistrovství světa v rakouském Saalfeldenu bojoval s únavou a ztrátou motivace. Dojel až třináctý, zklamání z olympiády si vítězstvím alespoň částečně vynahradil Švýcar Schurter. Kulhavý po skončení sezóny zvažoval přechod na silnici, pro rok 2013 se však nakonec rozhodl zůstat u horských kol. Opět zvítězil v anketě Král cyklistiky. I v anketě Sportovec roku skončil po roce opět druhý, předčila jej jen dvojnásobná olympijská vítězka Barbora Špotáková.
V březnu 2013 se zúčastnil prestižního etapového závodu dvoučlenných týmů Cape Epic v Jihoafrické republice. Uctil tak památku svého týmového kolegy Jihoafričana Burry Standera, druhého muže v pořadí Světového poháru 2012 a dvojnásobného vítěze Cape Epic, který 3. ledna 2013 tragicky zahynul při automobilové nehodě. V závodě, považovaném za Tour de France horských kol, jel ve dvojici se Švýcarem Christophem Sauserem, mistrem světa horských kol z roku 2008 a dvojnásobným vítězem závodu z předchozích let (tehdy jel ve dvojici právě s Burrym Standerem). Vyhráli čtyři etapy ze sedmi a ovládli i celkové pořadí.
Na olympijských hrách v Riu v roce 2016 obhajoval v závodě cross country zlato. Krátce po startu se dostal do čelní skupiny a postupně z ní spolu s Ninem Schurterem utvořili vedoucí pár, který ostatním pomalu ujížděl. V předposledním šestém kole nedokázal Kulhavý zareagovat na nástup švýcarského cyklisty a mezi oběma soupeři se vytvořil rozestup, který postupně rostl. Jaroslav Kulhavý si nicméně pohlídal své druhé místo a vybojoval stříbrnou medaili.

## Výsledky

### 2008
- Mistrovství Evropy v St. Wendelu v Německu – 25. místo [23]
- Mistrovství světa ve Val di Sole v Itálii – 11. místo [24]
- Letní olympijské hry 2008 v Pekingu – 18. místo [25]

### 2009
- Mistrovství Evropy v Zoetermeeru v Nizozemsku – 11. místo [6]
- Mistrovství světa v Canbeře v Austrálii – 9. místo [7]

### 2010
- Mistrovství Evropy v Haifě v Izraeli – 1. místo [4]
- Mistrovství světa v Mont St. Anne v Kanadě – 2. místo (jednotlivci) [10]
- Mistrovství světa v Mont St. Anne v Kanadě – 3. místo (štafeta – společně s Kateřinou Nash, Ondřejem Cinkem a Tomášem Paprstkou) [9]
- UCI MTB World Cup – 3. místo (celkově) [8]

### 2011
- Mistrovství Evropy v Dohňanech na Slovensku – 1. místo [12]
- Mistrovství světa v Champéry ve Švýcarsku – 1. místo [14]
- UCI MTB World Cup – 1. místo (celkově) [26]
- Mistrovství světa v maratonu v Montebelluně v Itálii – 2. místo [27]

### 2012
- Mistrovství Evropy v Moskvě – 5. místo [28]
- Mistrovství světa v Saalfeldenu – 13. místo [29]
- Letní olympijské hry v Londýně – 1. místo [17]
- Světový pohár – 3. místo (celkově) [30]

### 2013
- Etapový závod Cape Epic v Jihoafrické republice – 1. místo (s Christophem Sauserem)
- Světový pohár v Albstadtu – 3. místo
- Světový pohár ve Val di Sole – 3. místo
- Mistrovství světa XCO v Pietermaritzburgu – 5. místo
- Světový pohár v Hafjellu – 1. místo

### 2014
- Mistrovství Evropy XCM v Severním Irsku – 2. místo
- Mistrovství světa XCM v Pietermaritzburgu – 1. místo
- Mistrovství ČR v Praze-Řepy – 1. místo
- Světový pohár v Mont St. Anne – 6. místo
- Mistrovství světa XCO v Hafjellu – 8. místo

### 2015
- Etapový závod Cape Epic v Jihoafrické republice – 1. místo (s Christophem Sauserem)
- Světový pohár v Novém Městě na Moravě – 1. místo
- Světový pohár v Albstadtu – 3. místo
- Světový pohár v Lenzerheide – 1. místo
- Mistrovství ČR v Kutné Hoře – 2. místo
- Světový pohár ve Val di Sole – 4. místo
- Světový pohár – 3. místo (celkově)

### 2016
- Mistrovství ČR v maratonu v Lipníku nad Bečvou – 3. místo
- Světový pohár v Albstadtu – 4. místo
- Světový pohár v La Bresse – 5. místo
- Mistrovství světa v Novém Městě na Moravě – 2. místo
- Mistrovství ČR v Bedřichově – 1. místo
- Letní olympijské hry v Riu – 2. místo

### 2017
- Etapový závod Cape Epic – 2. místo (společně s Christophem Sauserem)
- Světový pohár v Lenzerheide – 2. místo
- Mistrovství ČR v Brně – 1. místo
- Světový pohár ve Val di Sole – 4. místo
- Mistrovství světa v australském Cairns – 2. místo

### Světový pohár horských kol XCO
| 2013    | Německo | Česko | Itálie | Andorra | Kanada | Norsko | CP |
| ------- | ------- | ----- | ------ | ------- | ------ | ------ | -- |
| Kulhavý | 3.      | 26.   | 3.     | 34.     | 16.    | 1.     | 4. |

| 2014    | Jižní Afrika | Austrálie | Česko | Německo | Kanada | USA | Francie | CP  |
| ------- | ------------ | --------- | ----- | ------- | ------ | --- | ------- | --- |
| Kulhavý | -            | 10.       | DNF   | 87.     | 6.     | 36. | DNF     | 30. |

| 2015    | Česko | Německo | Švýcarsko | Kanada | USA | Itálie | CP |
| ------- | ----- | ------- | --------- | ------ | --- | ------ | -- |
| Kulhavý | 1.    | 3.      | 1.        | 13.    | 32. | 4.     | 3. |